# Aleksander Jurczak
Aleksander Jurczak (ur. 1885 w Brodowych Łąkach, zm. 1972) – organista i chórmistrz związany z Kurpiami i Mazowszem, pasjonat muzyki kościelnej i ludowej.

## Życiorys
Urodził się w 1885 roku w Brodowych Łąkach jako syn Walentego i Ewy z domu Ambroziak. W 1906 roku był już organistą w Zarębach, gdzie poznał przyszłą żonę, Stanisławę Maluchnik (1892–1973), z którą ożenił się w 1909 roku .
W okresie międzywojennym pracował w Mławie jako organista w kościele św. Trójcy i dyrygent chóru św. Cecylii. W tym czasie spisał nuty 70 pieśni ludowych, które znała jego żona – przekazywane ustnie z pokolenia na pokolenie w rodzinie Tabaków z Zaręb. Jurczak interesował się działalnością propagatorów kultury kurpiowskiej, takich jak ks. Władysław Skierkowski, Adam Chętnik czy Stanisław Kazuro, którego opracowania wykonywał prowadzony przez niego chór. Po II wojnie światowej rodzina przeprowadziła się do Pułtuska, gdzie Jurczak nadal grał na organach, m.in. w miejscowym kościele i w Dzierżeninie. Wraz z żoną wychowali dziewięcioro dzieci, w tym syna Emanuela – późniejszego inżyniera i autora podręczników technicznych .

## Dziedzictwo
Album Rodzice moje, rodzice z 2015 roku oparty jest na zbiorze pieśni kurpiowskich. Jest to dziedzictwo muzyczne Jurczaków, które przetrwało dzięki ich wnuczce, Iwonie Biernackiej. Zbiór został  opracowany artystycznie przy wsparciu Ministerstwa Kultury i zrealizowany z udziałem synów Biernackiej oraz pianisty i aranżera Mariusza Dubrawskiego. Nagrania miały premierę radiową na antenie Programu 2 Polskiego Radia. Album zawiera 20 utworów .
Zbiór powstał w okresie międzywojennym – Jurczak spisywał pieśni, które dyktowała mu jego żona. Pochodzą one z okolic Zaręb, Brodowych Łąk, Wierzchowizny i Cupła. W latach 60. XX wieku Jurczak utrwalił część tych utworów na nagraniu, które stanowi unikalne źródło lokalnej tradycji muzycznej  .